# جنگ‌های نادرشاه
لشکرکشی‌های نادرشاه یا جنگ‌های نادری مجموعه‌ای از درگیری‌هایی بود که در اوایل تا اواسط قرن هجدهم در سرتاسر اوراسیا مرکزی عمدتاً توسط فاتح ایرانی نادرشاه انجام شد. مبارزات او از سرنگونی سلسله صفویه توسط هوتکیان سرچشمه گرفت. در فروپاشی و تجزیه شدن امپراتوری صفوی و متعاقب آن پس از تسخیر اصفهان، پایتخت ایران به دست هوتکیان، شاه تهماسب دوم، مدعی تاج و تخت صفوی، نادر را به خدمت خود پذیرفت. نادر پس از تحت کنترل درآوردن شمال غرب ایران و نیز خنثی کردن ابدالی در شرق و همچنین تبدیل طهماسپ دوم به یک دست نشانده، علیه هوتکیان لشکرکشی کرد و بقیه نقاط کشور را تسخیر کرد. در یک سری از پیروزی‌های بزرگ، هوتکیان از بین رفتند و طهماسب دوم به عنوان یک پادشاه احیا شده صفوی به تاج و تخت بازگشت.
از جمله جنگ‌های نادری می‌توان اردوکشی سبزوار، جنگ کرنال، جنگ‌های ایران و عثمانی، شورش محمدخان بلوچ، محاصره قندهار، نبرد تنگه خیبر، نبرد دامغان (۱۷۲۹)، نبرد کافر قلعه، نبرد کرکوک و نبرد مورچه‌خورت را نام برد.
نتیجه این جنگ‌ها تجدید حیات امپراتوری ایران (افشار) در خاورمیانه، آسیای مرکزی، جنوب و قفقاز بود.

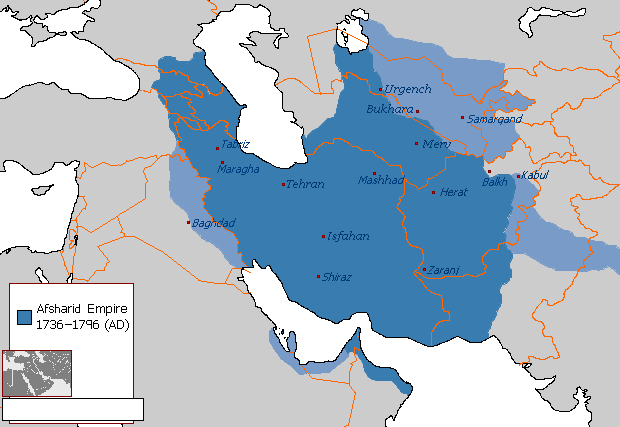
ایران افشاری در زمان نادرشاه

پس از قدرت گرفتن مجدد صفویان، نادر به مناطق غربی و شمالی امپراتوری لشکرکشی کرد تا سرزمین‌های از دست رفته به عثمانی‌ها و روس‌ها را بازپس گیرد. پس از یک جنگ تلخ پنج ساله، نادر توانسته بود مرزهای غربی ایران را احیا کند و همچنین حاکمیت ایران را بر بیشتر مناطق قفقاز دوباره تحمیل کند. مشروعیتی که دستاوردهای نظامی حیرت‌انگیز او برای او به ارمغان آورده بود، کودتای بدون خون‌ریزی علیه سلطنت صفویه را به وجود آورد که در آن او از حمایت همه‌جانبه نخبگان حاکم ایران برخوردار بود. اولین لشکرکشی نادرشاه به عنوان پادشاه سلسله تازه تأسیس افشاریه، به قندهار بود. در یکی از خارق‌العاده‌ترین لشکرکشی‌های خود، تنها با ده هزار نفر از گردنه خیبر عبور کرد و متعاقباً به قلب هند مغول فرود آمد، جایی که با ارتش هند مغول درگیر شد و با وجود اینکه تعدادشان شش به یک بود، دشمنانش را در کمتر از سه ساعت درهم شکست. پس از اینکه امپراتوری گورکانیان را مغلوب خود کرد و به دهلی رفت، دلیل این لشکرکشی کاملاً مشخص نیست، برخی به بدهی‌های معوقی که هند به ایران داشت اشاره می‌کنند، برخی دیگر هم می‌گویند علت فرار هوتکیان بود که به هند پناهنده شده بودند، نادرشاه ابتدا با احترام از پادشاه هند درخواست استرداد آنها را داشت اما هنگامی که پادشاه هند فرستاده نادر را به قتل رساند نادرشاه به هند لشکر کشید و طی نبرد کرنال لشکر هند را درهم کوبید.
با بازگشت نادر به امپراتوری، جنگ‌های جدیدی در مناطق آسیای مرکزی رخ داد. نادر نفوذ ایران را در منطقه مرکزی آسیا توسعه داد تا جایی که قلمرویی بزرگتر از امپراتوری قدیمی ساسانیان ایجاد شد. با این حال، در این مرحله، نادر با سختی‌های روزافزون روانی روبرو بود که به آرامی به دیوانگی و وسواس فکری و پارانویا دچار شد. جنگ‌های بعدی او علیه لزگی‌ها در شمال قفقاز کمتر موفق بود و محاصره‌اش بر بغداد به دلیل بی حوصلگی غیرمعمول در فرمانروایی نادر، زودتر از موعد لغو شد. همان‌طور که نادر در برابر ساکنان امپراتوری سیاست‌های نابخشودنی و سرکوب را ادامه می‌داد، ارتباط او با زیردستانش بدتر می‌شد. وی چشمان وارث خود را بخاطر شکی که به او داشت از جا درآورد و بسیاری از خادمان وفادار خود را به عنوان خائن و شورشی اعلام کرد، در نهایت این اقدام‌ها سبب شد که آن‌ها علیه او شورش کنند.
سال‌های آخر نادر با سرگردانی در امپراتوری خود، در یک سری از کمپین‌های وحشیانه و بی رحمانه که شورش‌ها را با روش‌های بسیار خشن و وحشیانه سرکوب کرد، گذشت. یکی از آخرین نبردهای بزرگ او، نبرد شهر کارس بود که با عثمانیان صورت گرفت و در آن نادر، ارتش عثمانی را کاملاً نابود کرد و باعث شد که استانبول به دنبال صلح باشد. او در آخر به دست یک گروه از افسران خود در خیمه‌گاهش به قتل رسید. مرگ نادر، آغاز فصلی بسیار مشکل و خونین در تاریخ ایران بود، که در آن جنگ داخلی پی در پی کشور را برای بیش از نیم قرن فرا گرفت تا اینکه دودمان قاجار تحت سلطهٔ آغا محمدخان قاجار تأسیس گردد.

## فتح خراسان
شورش و جدایی
شورش‌ها در طول دهه ۱۷۲۰ به عنوان پیامد مستقیم شورش در استان‌های شرقی امپراتوری که در نهایت منجر به تهاجم هوتکیان به رهبری محمود هوتکی شد، در سراسر این استان درگرفت. محمود در یک نبرد سنگین شکستی تحقیرآمیز به نیروهای شاهنشاهی اعزامی از اصفهان در نبرد گلون‌آباد وارد کرد و پس از آن به سمت خود پایتخت رفت و پس از یک محاصره طولانی اصفهان را تصرف کرد. یکی از درباریان اصفهانی به نام ملک محمود سیستانی با فاتحان هوتکی به توافق رسید که در ازای به رسمیت شناختن محمود به عنوان شاه ایران، پادشاهی مستقلی در خراسان تشکیل دهد. سیستانی وارد خراسان شد و توانست در مدت نسبتاً کوتاهی با افتادن پایتخت مشهد به دست وی، بیشتر خراسان را از شورشیان و جنگ سالاران محلی پس بگیرد. در این برهه نادر خود را در قلعه کلات در شمال مشهد مستقر کرده بود و تنها با نیرویی متشکل از ۱۲۰۰ نفر به قلمرو سیستانی یورش بردند، هر چند که در تقابل مستقیم قرار نگرفتند، نادر خود را تنها چالش واقعی برای نفوذ سیستانی در خراسان معرفی کرده بود.
شاه طهماسب دوم و محاصره مشهد
پس از پایان محاصره اصفهان، محمود گروهی از زیردستان خود را برای تسلط بر قزوین فرستاد، جایی که طهماسب مدعی جدید صفوی برخاسته بود و خود را شاه معرفی کرده بود. او مجبور به فرار از قزوین شد، اما نتوانست برای همیشه در منطقه بماند، زیرا مناطقی که تحت کنترل هوتکیان نبودند، بی‌وقفه زیر چکمه‌های راهپیمایی سربازان عثمانی که از غرب حمله می‌کردند، می‌رفتند. طهماسب از غرب کشور تعقیب شد و در استرآباد یک جنگسالار وفادار به نام فتحعلی‌خان قاجار از طایفه قاجار پیدا کرد. با این تصمیم که خیلی زود است برای رهایی قلب ایران به اصفهان راهپیمایی کنند، از خراسان شروع می‌کنند، جایی که می‌توانند اتحاد ایجاد کنند و نیروهای بیشتری را زیر پرچم خود جمع کنند. با حرکت به سمت خراسان، با نادر آشنا شد که که وفاداری او را به همراه نیروی جنگی بسیار گسترده‌اش به دست آورد. با یک نیروی ترکیبی متشکل از ۳۰٬۰۰۰ نفر در حالی که سیستانی و فرمانده کل او پیرمحمد در داخل دیوارهای شهر گیر افتاده بودند، مشهد را محاصره کردند. طهماسب با فتحعلی خان رابطه پرتنشی برقرار کرده بود و کار در ۱۰ اکتبر ۱۷۲۶ زمانی که نادر نامه ای رهگیری شده را برای طهماسب آورد که مضمون نفرین آمیز آن شواهد فراوانی از یک خط ارتباط مخفیانه بین فتحعلی و سیستانی ارائه می‌کرد، آغاز شد. نادر از ترس آنکه مبادا گروه قاجار در صورت آسیبی به رهبرشان پراکنده شوند، به طهماسب توصیه کرد که فتحعلی خان را اعدام نکند. طهماسب اگرچه با قضاوت نادر موافق بود، اما روز بعد فتحعلی را اعدام کرد. لشکر قاجار با وجود سر بریدن فتحعلی در کنار ارتش وفادار ماندند و از قضا یک خیانت در طرف دیگر درگیری بود که محاصره را به پایان رساند و پیرمحمد به نادر اجازه داد تا به دیوارهای شهر نفوذ کند و سیستانی را مجبور به پناه بردن به ارگ کرد. اندکی بعد تسلیم شد.
پیامدهای محاصره
با ملک محمود سیستانی شکست خورده در کمال تعجب با ادب رفتار شد و در یک نمایش رحمت صلح جویانه به او اجازه داده شد که بقیه عمر خود را به عنوان یک حکیم بگذراند (البته سال بعد که در نظر نادر مظنون شد او را اعدام کردند). نتایج محاصره، پایتخت خراسان را به طهماسب هدیه داد و همچنین موقعیت فتحعلی را به یگانه شخص نادر اعطا کرد، زیرا او اکنون بر سر تسلط بر خان‌ها و طوایف باقی‌مانده استان می‌کوشد و از این رو نیروهای خود را بیشتر می‌کند. فتح او بر خراسان به جنبش وفادار صفوی اجازه داد تا بر لشکرکشی به سمت شرق به سوی هرات تمرکز کند.

## فتح شرق
فتح قندهار توسط نادرشاه شامل یک سری درگیری‌های متناوب بود که در پایان عملیات نظامی نادر علیه ابدالی به اوج خود رسید. نادر که اخیراً یک کارزار موفقیت‌آمیز علیه پادشاه و شاهزاده خود، طهماسب دوم به شدت تحقیر شده به پایان رسانده بود، در ۴ مه ۱۷۲۷ از مشهد به راه افتاد و مطمئن شد که شاه نیز او را در این سفر همراهی می‌کرد، جایی که می‌توان او را تحت نظارت دقیق نگه داشت. این درگیری همچنین از نظر کسب تجربه ارتش نادر در تکمیل سیستم تاکتیکی خود از طریق تجربه به دست آمده از مقابله با ارتش‌های سواره نظام سبک مرگبار اهمیت دارد، چیزی که در نبرد مهماندوست اهمیت غیرقابل محاسبه‌ای دارد. (یک جنگ مدرن توسط ارتش کارآزموده نادر). نیروهای ابدالی متشکل از ۱۵٬۰۰۰ سوار به فرماندهی اللهیارخان، والی هرات، در اطراف کافر قلعه متمرکز شده بودند و یک دسته دیگر متشکل از ۱۲٬۰۰۰ نفر به رهبری فرماندهی به نام ذوالفقارخان که از جنوب به کافر قلعه نزدیک می‌شد. در ادامه نبرد که شامل حمله‌ها و ضدحمله‌ها که در آن ده‌ها درگیری، تهاجم، تظاهر، نیرنگ و عقب‌نشینی بود، نادر به سختی می‌توانست دست بالا را در محیط دائماً در حال تغییر میدان نبرد، جایی که حتی آب و هوا غیرقابل پیش‌بینی می‌شد، حفظ کند.
در راه هرات
نبرد کافر قلعه به پیروزی تاکتیکی نادر منجر شد و پس از آن اللهیارخان تحت تعقیب قرار گرفت و دوباره درگیر شد. در اوج نبرد، پیشاهنگان نادر از نزدیک شدن ذوالفقارخان خبر دادند و نادر را به انجام یک نیرنگ مبتکرانه برانگیخت. ستونی از سپاهیان ایران افشاری با صدای بلند طبل پیروزی به دور لشکر اللهیارخان به حرکت درآمد که او را به این باور رساند که افراد ذوالفقارخان قبلاً شکست خورده‌اند و او را مجبور به عقب‌نشینی عجولانه دیگری کردند. با جدا شدن اللهیار به سمت هرات، نادر بخشی از ارتش خود را برای تعقیب او فرستاد، اما بخش اعظمی از افراد خود را نگه داشت تا با نیروهای تازه‌نفس تحت فرماندهی ذوالفقار روبرو شوند، اما قبل از اینکه نادر با گروه ذوالفقار درگیر شود، طوفان شن در منطقه آغاز شد و پیش تر به آن منطقه رسید. نبرد با همه غیرممکن‌ها، از این طریق پوششی فراهم کرد که تحت آن نیروهای ابدالی بدون مزاحمت به سوی هرات عقب‌نشینی کردند. کل نبرد تا کنون زنجیره‌ای از زد و خوردها، راهپیمایی‌ها و ضد راهپیمایی‌ها بوده است که در آن نادر به عنوان یک فرمانده سریع‌اندیش که در هر گوشه‌ای از دشمنان خود را فریب می‌دهد، علی‌رغم اینکه گاهی در موقعیت‌های تقریباً غیرممکن به نظر می‌رسد، مانند زمانی که خبر ورود قریب‌الوقوع ذوالفقار به او می‌رسد، برتری می‌یابد. زمانی که او قبلاً به شدت با افراد اللهیارخان درگیر بود. اما لشکرکشی چشمگیر منجر به نابودی ابدالی نشد و نادر عقب‌نشینی آنها را به سمت شرق دنبال کرد تا اینکه به منطقه هرات رسید، جایی که نیروهای ترکیبی اللهیار و ذوالفقار برای دیدار با او در پایان کارزار حرکت کردند.
انقیاد هرات
هنگامی که نبرد برای آخرین بار در منطقه هرات به اوج رسید، وضع به طرز عجیبی شبیه درگیری‌های قبلی بین افشاری‌ها و ابدالی‌ها بود، با این تفاوت که در این موقعیت خاص، حمله سواره نظام ابدالی‌ها توسط تفنگ‌های پیاده‌نظام افشاری به‌طور محکم متوقف شد. سقوط همزمان با شکستن انگیزه لشکر ابدالی‌ها و ایجاد ترغیب کافی برای ابدالی‌ها برای سقوط از پشت دیوارهای شهر. هرات اکنون تحت بمباران شدید تفنگ‌ها و خمپاره‌های افشاریان قرار گرفت و اللهیار خان والی هرات را متقاعد کرد که در ازای به رسمیت شناختن ایران به عنوان فرمانروای هرات برای صلح تقاضا کند.
پیامدهای استراتژیکی و تاکتیکی
با شکست ابدالی‌ها در هرات، اکنون راه به سمت قلب امپراتوری ایران باز شده بود و آزادی اصفهان با توجه به موفقیت‌های لشکرکشی‌های قبلی امکان‌پذیر به نظر می‌رسید. نادر همچنین کارآمدی سیستم نظامی خود را نشان داده بود و از طریق درگیری‌های متعدد، هنر و تکنیک غلبه بر ضربات شدید سواره‌نظام را توسط گروه‌های پیاده‌نظام ثابت که توسط توپ پشتیبانی می‌شدند و توسط سواره نظام در جناحینی که با آتش ترکیبی تفنگ‌دار و شلیک توپ پشتیبانی می‌شد، به کمال رساند. شکستن انسجام مهاجمان سواره. این سیستم تاکتیکی در نبردهای میهماندوست و مورچه‌خورت توسط سربازان کهنه‌کار نادر در برابر بهترین‌های سواره نظام که جهان شرق ارائه می‌کرد، مورد آزمایش قرار می‌گیرد.

## احیا صفویان
بازگرداندن صفویان به تاج و تخت ایران در اواخر سال ۱۷۲۹ با سلسله نبردهایی بین نادر، فرمانده کل طهماسب و اشرف هوتکی صورت گرفت. علیرغم اینکه اسماً طهماسب را به کرسی قدرت رساند، اقتدار واقعی همچنان در اختیار نادر بود که از زمان لشکرکشی سبزوار توانسته بود طهماسب دوم را به عنوان دست نشاندهٔ خود بگیرد.

### نبرد مهماندوست
اشرف با تأخیر کافی در رویارویی با طهماسب، خود را در معرض تهدید مدعی تاج و تخت صفوی و سردار جوانش نادر دید. با شنیدن لشکرکشی آنان به ابدالی هرات، اشرف تصمیم گرفت پیش از بازگشت نادر از شرق، به سوی پایتخت خراسان حرکت کند و مشهد را تصرف کند. با این حال نادر قبل از اینکه اشرف فرصت حمله به خراسان را پیدا کند به مشهد بازگشته بود.
در مسیر لشگرکشی به سمت دامغان نادر و اشرف در نزدیکی روستای مهماندوست با هم درگیر شدند، جایی که افشاریان علیرغم اینکه تعدادشان بسیار کمتر بود، درس خونینی در جنگ مدرن به هوتکیان دادند و ارتش اشرف را در هم شکستند و او را مجبور به عقب‌نشینی به سمت سمنان کردند.

### کمین گذرگاه خوار
اشرف به سمت غرب عقب‌نشینی کرد و در گذرگاه خوار (نزدیکی ورامین فعلی)، کمین ارزیابی شده‌ای برپا کرد و امیدوار بود ایرانیان که از پیروزی اخیرشان سرخوش بودند، غافلگیر شوند و ضربه سنگینی وارد کند. اما نادر با کشف کمین، آن را محاصره کرد و سپس آن را کاملاً منهدم کرد اما تعدادی به سمت اصفهان فرار کردند.

### نبرد مورچه خورت
با درخواست حمایت فوری از امپراتوری عثمانی، اشرف در صدد مقابله با پیشروی ارتش ایران به سمت اصفهان بود. عثمانی‌هایی که مایل بودند به جای دیدن یک ایران در حال ظهور در مرزهای شرقی خود، اشرف را در قدرت نگه دارند، همگی مشتاق کمک با تفنگ و توپخانه بودند. در نبرد مورچه خورت، هوتکیان بار دیگر با قاطعیت شکست خوردند و اشرف را مجبور به فرار به جنوب کردند.

### آزادی اصفهان
نادر اصفهان را آزاد کرد و اندکی بعد از طهماسب دوم در بیرون از دروازه‌های اصلی شهر استقبال کرد و شاه از نادر تشکر کرد. این شهر توسط هوتکی‌ها ویران شده بود، طهماسب معروف است که با دیدن آنچه بر پایتخت آمده بود گریه کرد. شهر هم از نظر جمعیت و هم از نظر ثروت بسیار کاهش یافت بود و مردم از بازمانده‌های هوتکی که در سراسر شهر پنهان شده بودند انتقام گرفتند.

### پایان دوران حکومت هوتکیان بر ایران
نادر از اصفهان به سمت شیراز حرکت کرد، جایی که اشرف با حمایت برخی از قبایل محلی عرب مشغول جمع‌آوری آنچه در توان داشت بود. در این مقطع هیچ امید واقعی برای احیای موقعیت آنها وجود نداشت و افشاریان در نزدیکی زرقان با آخرین ارتشی که اشرف فرماندهی آن را برعهده داشت درگیر و آنرا از بین بردند. منابع تاریخی در مورد سرنوشت دقیق اشرف پس از نبرد اختلاف نظر دارند.

## تصرف هندوستان توسط نادر شاه
یکی از زرین‌ترین برگ‌های فتوحات نادر پیروزی بر سپاه‌های هندی بود. هندوستان در ۱۷۰۷ امپراتوری بزرگ و قدرتمندی بود که از نظر ثروت و جمعیت رقیبی در منطقه نداشت. در ۱۷۱۹ با روی کار آمدن محمدشاه (رقیب نادر) شمارش معکوس برای سقوط این امپراتوری آغاز شد. اشتباه فاحش او پناه دادن به فراریان هوتکی و کشتن قاصد نادر بود. مشاوران او هرگز تصور نمی‌کردند که سربازان نادر بتوانند قندهار را کامل فتح کرده و قصد دهلی را کنند اما مقدر چنین بود که هندوستان ضربه اول در قرون جدید را از همسایه غربی خود بخورد.
فتح کابل
نادر برای آنکه گرفتار کوه‌های جنوب قندهار نشود هزار کیلومتر راه خود را دور کرده و خود را به کابل می‌رساند. کابل سر راه تنگه خیبر و تنها راه ورود آسان او بود. وی سپس کابل را فتح کرد. وی پس از اینکه کابل را فتح کرد جانی تازه گرفت چرا که پول و آذوقه او رو به اتمام بود اما نبردهای خسته کننده خیبر عملیات نظامی او را ماه‌ها با مشکل مواجه کرد.
نبرد کرنال
پس از شکست اشرف افغان در نبردهای دامغان، مورچه‌خورت، نبرد خشت و دالکی در حومه کازرون به سمت کرمان گریخته و از آنجا عازم هرات و قندهار، گردیدند نادرشاه آنان را تعقیب کرد و پس از یک درگیری در قندهار آنان را شکست داده و شهر را به تصرف خویش درآورد. سپس بقایای هوتکیان شکست خورده به سمت دهلی گریخته و در آنجا مستتر شدند و به دربار محمدشاه گورکانی پناهنده گردیدند. نادر با اعزام فرستادگانی به دربار محمدشاه خواستار استرداد یاغیان و فرماندهان هوتکی به ایران افشاری گردید. نادر سه بار به محمد شاه اخطار نمود که افسران هوتکیان که تعداد آنان تا ۸۰۰ نفر برآورده شده است را به دیار ایران بازگرداند.
اما محمد شاه پس از مشورت با امیران و وزیران، رای به بازنگرداندن پناهندگان هوتکی به دربار ایران داد و با فرستندگان نادر با تندی رفتار نموده و سرانجام آنان را به قتل رساند پس بهانه لازم نادرشاه برای لشکرکشی به هند فراهم گردید. مشاوران محمد شاه هرگز تصور نمی‌کردند که سپاه ایران بتواند قندهار را به صورت کامل فتح کرده و قصد لشکرکشی به هند را داشته باشند. اما با وجود گمانه زنی‌ها نادر با سربازان ورزیده و پس از چندین نبرد دهلی را تصرف کرد.
قطعاً یکی از بزرگ‌ترین فتوحات نادرشاه فتح هند بود زیرا که امپراتوری گورکانی در سال ۱۷۰۷ میلادی به یکی از قدرتمندترین کشورهای آسیا و حتی جهان شده بود و از نظر ثروت و جمعیت رقیبی نداشت. اما با روی کار آمدن محمد شاه گورکانی در سال ۱۷۱۹ شمارش معکوس برای سقوط این امپراتوری آغاز شد.
در پی عدم تحویل پناهندگان هوتکی‌ها به ایران، سپاهیان ایران از رود سند گذشتند و در نبرد کرنال با سپاهیان هند پیکار کردند و آنان را شکست سختی داده و دهلی را تصرف کردند و آن ۸۰۰ پناهنده هوتکی را در بازار دهلی به دار مجازات آویختند.در این پیکار خونین بیش از ۳۰٬۰۰۰ نفر کشته شدند. محمدشاه به ناچار از نادر امان خواست؛ سپس او سریر پادشاهی هند که به تخت طاووس مشهور بود به همراه الماس کوه نور و دریای نور را به نادرشاه واگذار کرد. ولی نادر تاج شاهی را بر سر محمد شاه باقی گذاشت.

## فتح آسیای مرکزی
در اواسط قرن هجدهم، امپراتوری ایران دست به تسخیر و الحاق خانات بخارا و خیوه زد. درگیری‌های اولیه در اواخر دهه ۱۷۳۰ توسط پسر نادرشاه، رضاقلی میرزا انجام شد که در حالی که نادر سرگرم حمله به جنوب و هند بود، چند پیروزی قابل توجه در این میان به دست آورد، تهاجم رضا قلی خان خشم ایلبارس خان رهبر خانات خیوه را برانگیخت. زمانی که ایلبارس تهدید به ضد حمله کرد، نادر دستور داد که با وجود موفقیت پسرش، خصومت‌ها متوقف شود و بعداً پیروزمندانه به دهلی بازگشت تا خودش یک کارزار تعیین‌کننده را آغاز کند. پس از ضمیمه کردن خیوه ایلبارس را اعدام کرد و ابوالفیض خان را جانشین او کرد این درگیریها منجر به بزرگ‌ترین پیروزی ایران بر خانات‌های آسیا مرکزی در تاریخ معاصر شد و با آمیختن الحاق قبلی او به شمال هند، امپراتوری نادر در شرق از امپراتوری‌های ایرانی قبل خود پیشی گرفت

## کارزار نادر در غرب ایران | اولین نبرد نادر با عثمانی‌ها: شروع یک حماسه
اولین کارزار نادر علیه امپراتوری عثمانی یکی از مهم‌ترین و تأثیرگذارترین نبردهای او بود. نادر در این جنگ نه‌تنها با یکی از قوی‌ترین دشمنانش روبه‌رو شد، بلکه توانست پیروزی بزرگی را رقم بزند و قدرت نظامی و استراتژی خود را به نمایش بگذارد. با این حال، موفقیت‌های او در این نبرد با دخالت نابجای شاه طهماسب دوم به خطر افتاد. شاه که قصد داشت شخصاً میدان جنگ را هدایت کند، شکست‌هایی را متحمل شد که باعث شد نادر خشمگینانه بازگردد، اوضاع را اصلاح کند، و طهماسب را وادار به کناره‌گیری نماید. نادر سپس عباس سوم، فرزند خردسال طهماسب، را به عنوان شاه معرفی کرد.

#### ورود عثمانی‌ها به خاک ایران
عثمانی‌ها در اوایل دهه ۱۷۲۰ زمانی که حمله هوتکی‌ها به محمود اول علیه دولت صفوی آغاز شد، وارد مناطق غربی کشور شده بودند. محمود هوتکی در یک درگیری قاطع در نزدیکی گلن آباد، یک پیروزی شگفت‌انگیز در برابر ارتش ایران بسیار بزرگ‌تر (هر چند به شدت تقسیم‌شده) به دست آورد. محاصره ۶ ماهه اصفهان باعث رنج و مرگ گسترده‌ای در شهر شد و زمینه‌ساز سقوط حکومت صفوی گشت.
در دوران هرج‌ومرج سقوط صفویه، روسیه تزاری و امپراتوری عثمانی از این فرصت استفاده کردند تا تا حد امکان زمین‌های بیشتری را ضمیمه خود کنند. ترک‌های عثمانی غرب ایران را اشغال کرده و قفقاز را با روس‌ها تقسیم کردند.

#### حکومت هوتکی‌ها و مقاومت در برابر عثمانی
پس از سقوط صفویان، محمود هوتکی به قدرت رسید اما به زودی از سوی اشرف، پسرعموی توانمندش، برکنار شد. اشرف افغان که می‌خواست مانع پیشروی عثمانی‌ها شود، به غرب ایران لشکر کشید و در کمال تعجب توانست نیروهای عثمانی را شکست دهد. با این حال، اشرف برای تحکیم موقعیت خود وارد مذاکره با عثمانی‌ها شد. در نتیجه، عثمانی‌ها اشرف را به عنوان شاه ایران به رسمیت شناختند، و در مقابل، اشرف نیز حاکمیت عثمانی‌ها بر سرزمین‌های تازه تصرف‌شده در غرب ایران و قفقاز را پذیرفت.

#### نادر به سمت نهاوند حرکت می‌کند
علیرغم حمایت ترکها، نادر همچنان توانست در درگیری‌های متعدد نیروهای اشرف را به‌طور کامل نابود کند که منجر به برقراری مجدد دولت صفوی تحت حکومت اسمی طهماسب دوم شد. ترس استانبول را فرا گرفته بود زیرا نادر مطمئناً به آزادسازی مناطق از دست رفته امپراتوری روی می‌آورد. با این حال، عثمانی‌ها نزدیک به یک دهه در غرب کشور حضور داشتند و چالشی بسیار بزرگ در برابر هرگونه تلاش برای بیرون راندن آنها از آنچه اکنون مرزهای شرقی امپراتوری را تشکیل می‌داد، نشان می‌دادند.
در سال ۱۷۳۰، نادر پس از پیروزی بر اشرف هوتکی و بازگرداندن حکومت صفوی، تمرکز خود را بر بیرون راندن عثمانی‌ها از غرب ایران قرار داد. او در ۹ مارس همان سال از شیراز خارج شد و پس از جشن نوروز، به سرعت به سمت نهاوند پیشروی کرد. نادر از طریق لرستان به نهاوند رسید و توانست نیروهای عثمانی را به سمت همدان عقب براند. ترک‌ها که به شدت غافلگیر شده بودند، در دره ملایر تجدید قوا کردند تا جلوی پیشروی ارتش ایران را بگیرند.

#### نبرد دره ملایر: استراتژی هوشمندانه نادر

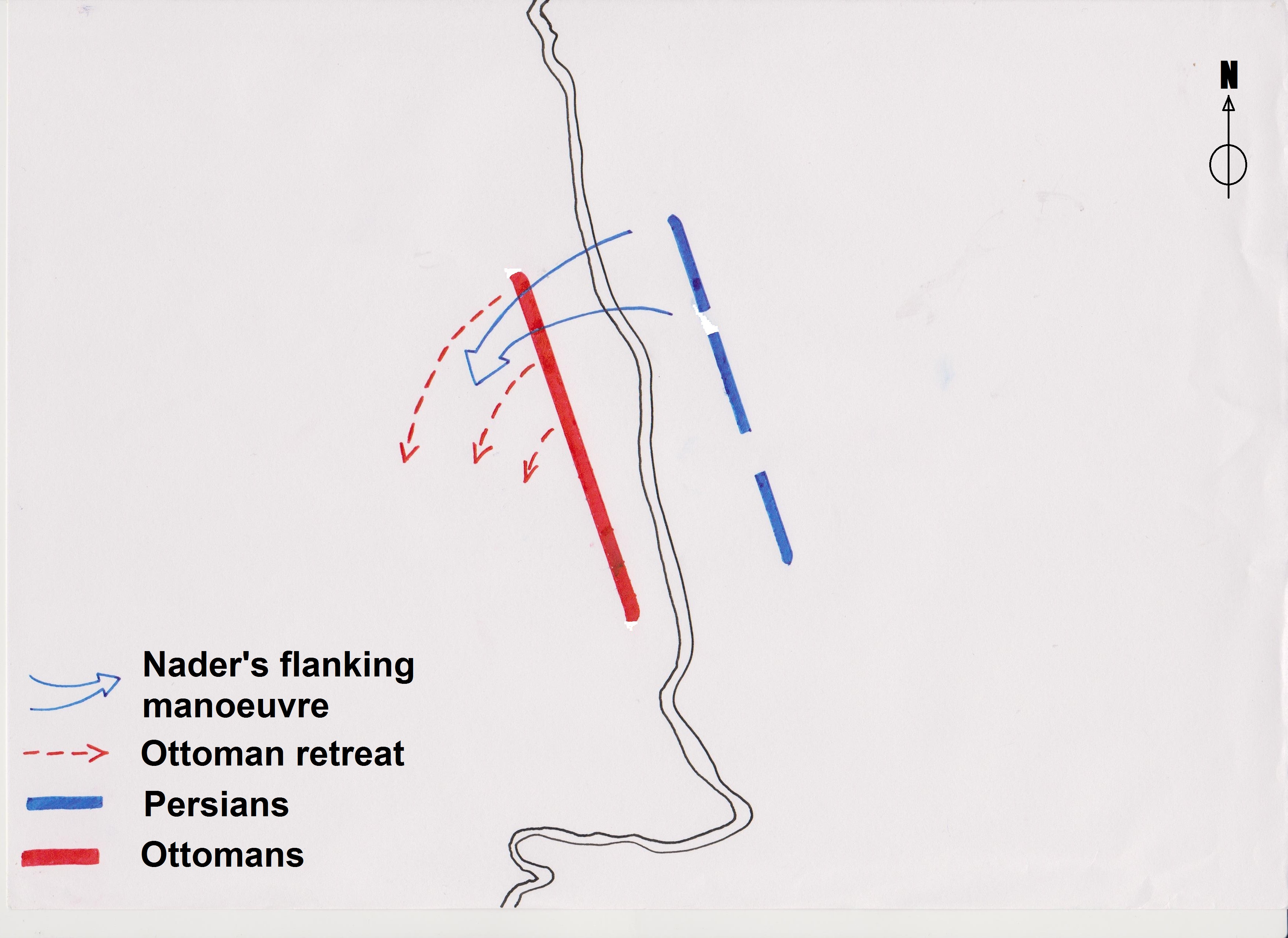
استراتژی نادرشاه در نبرد ملایر

نیروی عثمانی که در مقابل نادر صف‌آرایی کرده بود، از نظر ساختار و تجهیزات، کاملاً متفاوت با دشمنان پیشین او بود. افغان‌ها و قبایل محلی معمولاً فاقد نیروهای پیاده‌نظام یا توپخانه بودند و بیشتر بر جنگجویان سواره‌نظام تکیه داشتند. اما عثمانی‌ها ارتشی سازمان‌یافته و مجهز داشتند که شباهت زیادی به ساختار ارتش ایران پیدا کرده بود.

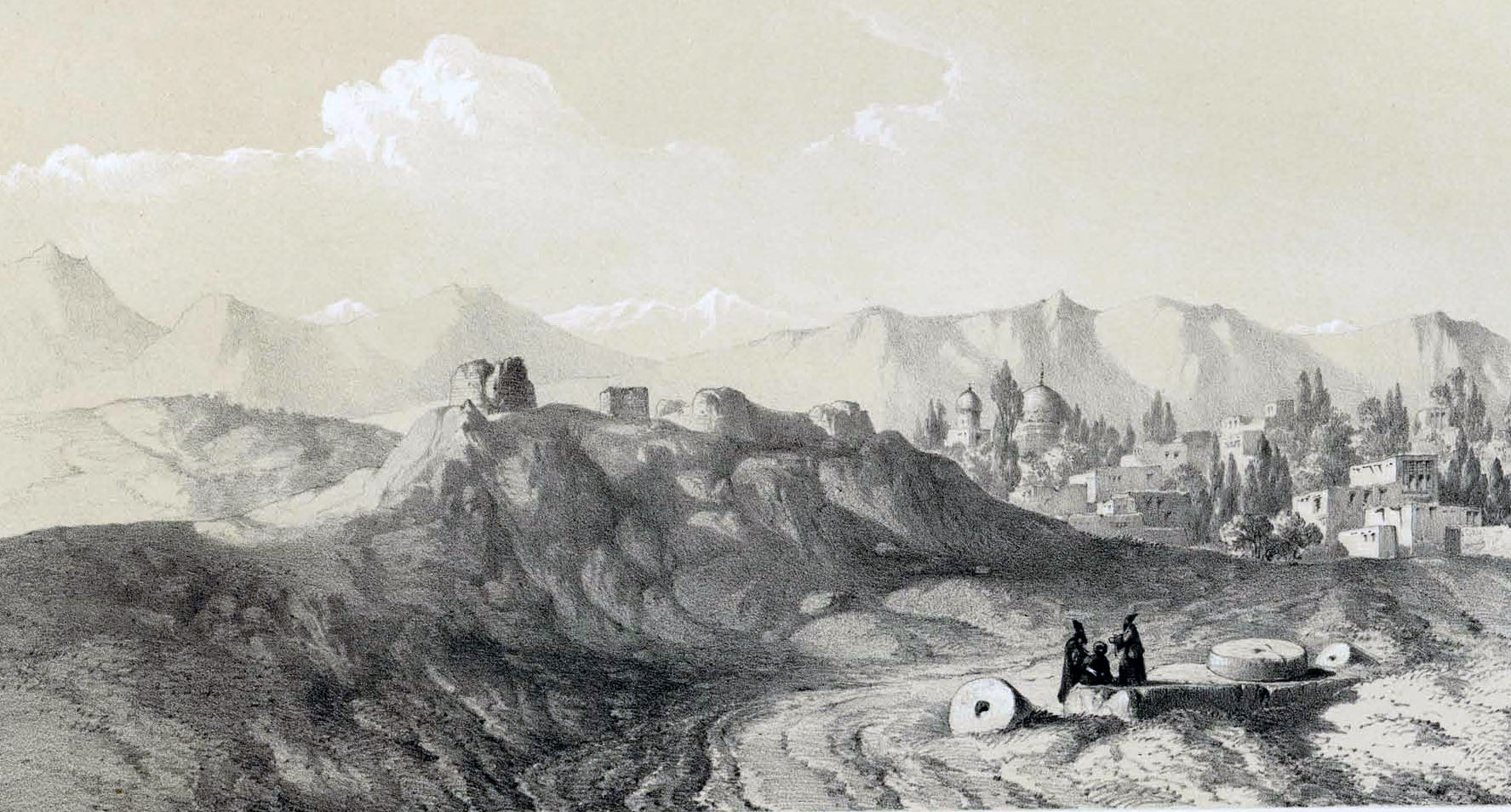
باز شدن راه تصرف همدان پس از نبرد ملایر

در این نبرد، دو ارتش در دو سوی یک رودخانه کوچک صف‌آرایی کردند. نادر نیروهای خود را به سه بخش تقسیم کرد و خود در مرکز قرار گرفت. در آغاز نبرد، آتش سنگین توپخانه و تفنگ‌ها فضای میدان جنگ را پر از دود کرد و دید هر دو طرف محدود شد. نادر از این فرصت استفاده کرد و جناح راست خود را تقویت کرد.
او به‌طور ناگهانی دستور حمله جناح راست را صادر کرد. نیروهای ایرانی از میان دود غلیظ ظاهر شدند و نیروهای عثمانی را که از این حرکت غافلگیر شده بودند، در هم شکستند. پس از چند ساعت نبرد شدید، جناح چپ عثمانی کاملاً از هم پاشید و با مرگ فرمانده اصلی‌شان، نیروهای ترک شروع به فرار کردند. نیروهای سواره‌نظام ایران نیز با تعقیب دشمن، تعداد زیادی از سربازان عثمانی را کشتند یا اسیر کردند. این پیروزی راه را برای تصرف همدان هموار کرد.

#### آزادسازی غرب ایران
نادر پس از آزادسازی همدان، ۱۰٬۰۰۰ سرباز ایرانی را که در اسارت عثمانی بودند، نجات داد. او سپس کرمانشاه را تصرف کرد و بخش‌های بزرگی از غرب ایران را از سلطه عثمانی آزاد کرد. پس از تثبیت موقعیت در این مناطق، او به سمت آذربایجان حرکت کرد و در ۱۲ اوت همان سال تبریز را تصرف کرد. نادر حتی با اسرای عثمانی رفتار محترمانه‌ای داشت و بسیاری از پاشاها را آزاد کرد تا پیام‌های صلح را به قسطنطنیه (استانبول) ببرند.
این لشکرکشی سریع و موفق باعث شد نادر تمام مناطق اصلی ایران را بازپس گیرد و بار دیگر قدرت ایران را در منطقه تثبیت کند.

## لشکرکشی طهماسب: نقطه عطفی در تاریخ سلسله صفوی
لشکرکشی طهماسب دوم به قفقاز تحت سلطه عثمانی، نمونه‌ای از تصمیمات نادرست، جاه‌طلبی‌های بی‌پایه، و دخالت‌های درباری است که نتایج فاجعه‌باری برای ایران و سلسله صفوی به همراه داشت. این شکست نه تنها دستاوردهای نظامی سال گذشته نادر را بی‌اثر کرد، بلکه زمینه‌ساز سقوط سیاسی صفویان و افزایش قدرت نادر شد.

#### پیش‌زمینه: غیبت نادر و جاه‌طلبی طهماسب
پس از بازپس‌گیری سرزمین‌های غربی ایران از دست عثمانی‌ها توسط نادر، طهماسب دوم به تخت بازگشت؛ تاج‌وتختی که تنها به لطف پیروزی‌های نظامی نادر حفظ شده بود. در همین حال، نادر برای سرکوب شورش افغان‌های ابدالی در شرق و رفع محاصره مشهد به خراسان حرکت کرده بود. در غیاب او، طهماسب که تحت تأثیر تحریکات درباریان قرار داشت، تصمیم گرفت خود فرماندهی لشکرکشی به قفقاز را به دست گیرد.
این تصمیم که به‌احتمال زیاد از حسادت نسبت به موفقیت‌های نادر و فشار اطرافیان ناشی شده بود، بدون در نظر گرفتن واقعیات نظامی و سیاسی اتخاذ شد. مورخان معتقدند که طهماسب قصد داشت با این اقدام، شکوه گذشته خاندان صفوی را با بازپس‌گیری مناطق استراتژیک قفقاز احیا کند.

#### آغاز لشکرکشی و محاصره ایروان
طهماسب با ارتشی متشکل از ۱۸ هزار نفر وارد منطقه «چخور سعد» شد و موفق شد در نبردی اولیه ارتش عثمانی را در نزدیکی ایروان شکست دهد. این پیروزی ابتدایی او را تشویق کرد که محاصره ایروان را آغاز کند. اما شرایط به سرعت تغییر کرد. عثمانی‌ها که در آن زمان تحت رهبری سلطان محمود اول قرار داشتند، حکیم‌اوغلو خان را مأمور شکست این محاصره کردند.
حکیم‌اوغلو با شناسایی اشتباه استراتژیک طهماسب در عدم حفاظت از خطوط تدارکاتی، راه ارتباطی او به تبریز را قطع کرد. این اقدام، ارتش طهماسب را مجبور به عقب‌نشینی و پایان دادن به محاصره کرد. در همین زمان، احمد پاشا، فرمانده دیگر عثمانی، با ورود به غرب ایران قصد تصرف کرمانشاه و همدان را داشت و شرایط را برای طهماسب وخیم‌تر کرد.

#### نبرد با عثمانی‌ها و شکست در تبریز
در رویارویی با نیروهای احمد پاشا، ارتش ایران که بیشتر از سربازان تازه‌کار تشکیل شده بود، نتوانست در برابر سپاه عثمانی مقاومت کند. درگیری که به دلیل شلیک ناآگاهانه سربازان ایرانی آغاز شد، به شکست کامل نیروهای صفوی منجر شد. پیاده‌نظام ناآماده صفوی در برابر پیشروی ینی‌چری‌های عثمانی تاب نیاورد و حتی سواره‌نظام ایران نیز پس از مقاومت اولیه مجبور به عقب‌نشینی شد.
پس از این شکست، تبریز به دست حکیم‌اوغلو خان افتاد و احمد پاشا نیز همدان را تصرف کرد. طهماسب که دیگر توان ادامه جنگ را نداشت، معاهده‌ای تحقیرآمیز با عثمانی‌ها امضا کرد که بر اساس آن، سلطه عثمانی بر قفقاز به رسمیت شناخته شد و در ازای آن شهرهای تبریز، همدان و کرمانشاه به ایران بازگردانده شدند.

#### پیامدهای فاجعه‌بار
معاهده‌ای که طهماسب امضا کرد یکی از شرم‌آورترین توافق‌های تاریخ سلسله صفوی بود. با این حال، او پس از بازگشت به اصفهان، به‌جای پرداختن به مسائل حیاتی کشور، سبک زندگی اشرافی خود را از سر گرفت.
وقتی نادر از رویدادهای غرب ایران مطلع شد، تمام برنامه‌های خود برای فتح شرق را رها کرد و با خشم و ناامیدی به اصفهان بازگشت. او که از بی‌کفایتی طهماسب و بی‌توجهی او به دستاوردهای نظامی‌اش به ستوه آمده بود، شاه را مجبور به کناره‌گیری کرد و فرزند خردسال او، عباس سوم، را به‌عنوان شاه جدید منصوب کرد. این اقدام، نادر را عملاً به قدرتمندترین شخصیت سیاسی ایران تبدیل کرد و او را برای کنار زدن کامل سلسله صفوی آماده ساخت.

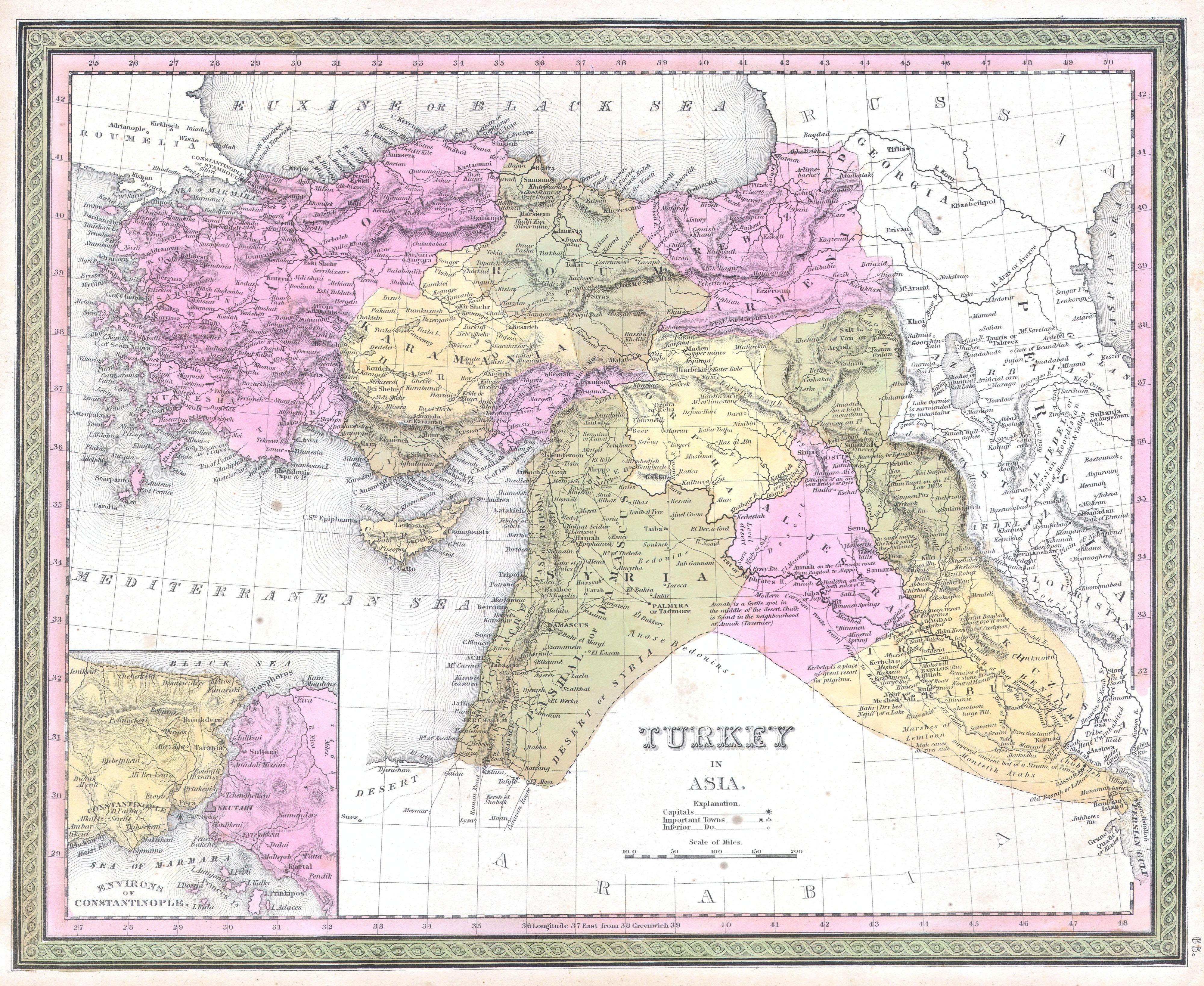
نقشه امپراتوری عثمانی در شرق قبل از نبرد با نادرشاه

### حرکت به سمت کردستان
انتخاب عراق عثمانی به عنوان هدف حمله نادر، تصمیمی غیرمنتظره بود؛ زیرا بر اساس پیمان تحمیلی تهماسب، تمامی مناطق غربی ایران به جز قفقاز به کشور بازگردانده شده بود. برخی مورخان، از جمله مایکل آکسورثی، معتقدند نادر قصد داشت بغداد را به‌عنوان یک اهرم سیاسی برای بازپس‌گیری قفقاز تصرف کند. اما با توجه به اهمیت استراتژیک بغداد، بعید است که چنین مبادله‌ای در ذهن او وجود داشته باشد.
با وجود این انتخاب غیرمنتظره، عثمانی‌ها در منطقه آمادگی کامل برای مقابله با نیروهای ایرانی داشتند. برای غافلگیر کردن دشمن، نادر مسیر کوهستانی و دشواری را برای پیشروی انتخاب کرد، به جای آنکه مستقیم به سوی شهر مرزی زهاب (نزدیک قصر شیرین) حرکت کند. این مسیر برفی و صعب‌العبور، جان برخی از سربازان را گرفت؛ اما نادر موفق شد ۶۰۰ نفر از نیروهایش را به پشت خطوط دفاعی عثمانی برساند. او با حمله‌ای شبانه و غافلگیرکننده، نیروهای عثمانی را به فرار واداشت و دستور ساخت قلعه‌ای جدید را صادر کرد. سپس به جنوب حرکت کرد تا به ارتش اصلی ایران که از همدان عازم بغداد بود، بپیوندد.

### عبور از دجله
با محاصره کرکوک توسط ۷٬۰۰۰ سرباز، ارتش اصلی ایران به سمت بغداد پیشروی کرد. پس از شکست دادن یک ارتش عثمانی در نزدیکی بغداد، نیروهای نادر این شهر را محاصره کردند و برای یک محاصره طولانی آماده شدند. اما احمد پاشا، فرمانده عثمانی در بغداد، به شدت مقاومت کرد و منتظر رسیدن ارتشی ۸۰٬۰۰۰ نفره به رهبری توپال پاشا برای شکستن محاصره بود.

### نبرد سامرا
در نبرد سامرا، توپال پاشا با حیله‌ای نظامی، نادر را به یک نبرد نامساعد کشاند. در این نبرد، با وجود اینکه عثمانی‌ها یک‌چهارم از نیروهای خود را از دست دادند، ارتش ایران شکست سختی خورد؛ نیمی از نیروهای ایرانی نابود و تمامی توپخانه‌ها از دست رفت. این پیروزی بزرگ به عثمانی‌ها اجازه داد که محاصره بغداد را بشکنند. احمد پاشا نیز، با روحیه‌ای تازه، با نیروهای باقی‌مانده ایرانی که بغداد را محاصره کرده بودند، درگیر شد و آن‌ها را عقب راند.

### نبرد کرکوک
نادر، با وجود این شکست سنگین، در مدت کوتاهی ارتش خود را بازسازی کرد و بار دیگر به عراق عثمانی حمله برد. پس از درگیری‌های کوچک در مرز، او حاجی بیگ‌خان را مأمور کرد تا توپال پاشا را به میدان نبرد بکشاند. پس از کمین و نابودی پیش‌قراولان عثمانی، نادر ارتش خود را به سمت نیروهای اصلی توپال پاشا هدایت کرد.
پس از تبادل شدید آتش بین دو طرف، نادر دستور داد نیروهای پیاده‌نظام ایرانی با شمشیر به دشمن حمله کنند و سواره‌نظام نیز با یک مانور احاطه‌کننده، ارتش عثمانی را در محاصره قرار داد. ارتش عثمانی که توان مقاومت در برابر این حمله را نداشت، شکست خورد و توپال پاشا نیز نتوانست نیروهای خود را جمع کند. ایرانیان تمامی توپ‌های عثمانی را به غنیمت گرفتند.
با این حال، نادر نتوانست این پیروزی را ادامه دهد؛ زیرا شورشی در جنوب ایران رخ داده بود که نیازمند توجه فوری او بود؛ بنابراین، بغداد بار دیگر از سقوط به دست ایرانیان نجات یافت.

## افزایش شورش افغان‌ها

### شورش ذوالفقار خان
هنگامی که امپراتوری ایران در تلاش برای بازپس‌گیری سرزمین‌های از دست رفته به سمت غرب بود، حسین سلطان قندهار، افغان‌های ابدالی هرات را تحریک کرد تا علیه حکومت ایران قیام کنند. در این زمان، قوای اصلی ایران در غرب، مشغول جنگ با عثمانیان بودند. اللهیار خان، حاکم هرات که پس از پیروزی نادر در جنگ سال ۱۷۲۹ در سمت خود تثبیت شده بود، به ایران وفادار ماند. اما معاون او، ذوالفقار خان، تحت تأثیر وعده‌های حسین سلطان و حمایت قندهار، به شورش پیوست.

### محاصره مشهد
اللهیار خان مجبور به ترک هرات شد و نزد ابراهیم خان، برادر نادر پناه یافت. افغان‌های ابدالی پس از حمله به خراسان، به مشهد رسیدند و نیروهای ایرانی را شکست دادند. ابراهیم خان با نیروهایش به داخل دیوارهای شهر عقب‌نشینی کرد و مشهد تحت محاصره قرار گرفت. اگرچه افغان‌ها ابزار مناسبی برای تخریب دیوارهای مستحکم مشهد نداشتند، این رویدادها نادر را نگران کرد، زیرا خراسان به‌عنوان پایگاه اصلی قدرت او تهدید می‌شد. نادر در ۱۶ آگوست از تبریز حرکت کرد و با سرعت باورنکردنی، مسافتی بالغ بر ۲۲۵۰ کیلومتر را طی کرد و به مشهد رسید. با رسیدن او، افغان‌ها به سرعت عقب‌نشینی کردند.

### محاصره هرات

#### مقاله اصلی: کارزار هرات در ۱۷۳۱
نزدیکی نادر به هرات، حسین سلطان قندهار را مضطرب کرد و او را به مذاکره با نادر واداشت. با این حال، حمایت حسین سلطان از ظلفقار خان ادامه یافت و حتی نیرویی چند هزار نفری به فرماندهی محمد سیدال خان از قندهار برای حمایت از او ارسال شد.
در آوریل ۱۷۳۱، ارتش ایران در نزدیکی هرات مستقر شد و برج‌ها و استحکامات اطراف هرات را تصرف کرد. در یکی از شب‌ها، نادر و همراهان اندکش در برجی محاصره شدند. خوشبختانه گروهی از تفنگ‌داران ایرانی به موقع رسیدند و محاصره را شکستند. پس از عبور از رودخانه هریرود، ایرانی‌ها حمله‌ای بزرگ از سوی افغان‌ها را دفع کردند و آنها را به داخل دیوارهای قلعه هرات عقب راندند.
در حمله‌ای هماهنگ، ظلفقار خان و سیدال خان تلاش کردند نیروهای ایرانی را شکست دهند، اما نادر با نیرویی از جناحین و خط مقدم به افغان‌ها یورش برد و آنان را شکست داد. این شکست باعث خروج سیدال خان و تسلیم نیروهای باقی‌مانده هرات شد.

### خیانت اللهیار خان
با امضای معاهده‌ای، اللهیار خان به حاکمیت هرات بازگشت و ظلفقار خان به فراه تبعید شد. اما این اقدام نادر که قلعه را به‌طور کامل اشغال نکرد، اشتباه بزرگی بود. شورشیان از فراه به هرات بازگشتند و بار دیگر شورش را آغاز کردند. اللهیار خان نیز مجبور به پیوستن به شورش شد، اما در نهایت تبعید گردید.
محاصره هرات از سر گرفته شد و افغان‌ها نمایندگانی برای مذاکره فرستادند. با پایان مذاکرات، ظلفقار خان به همراه برادرش به قندهار گریختند. هرات این بار تحت اشغال نیروهای نادر قرار گرفت، اما برخلاف انتظارات، شهر غارت نشد. ابراهیم خان موفق به تسخیر فراه شد و منطقه به‌طور کلی تحت سیاست‌های نادر آرام گرفت.

## فتح قفقاز

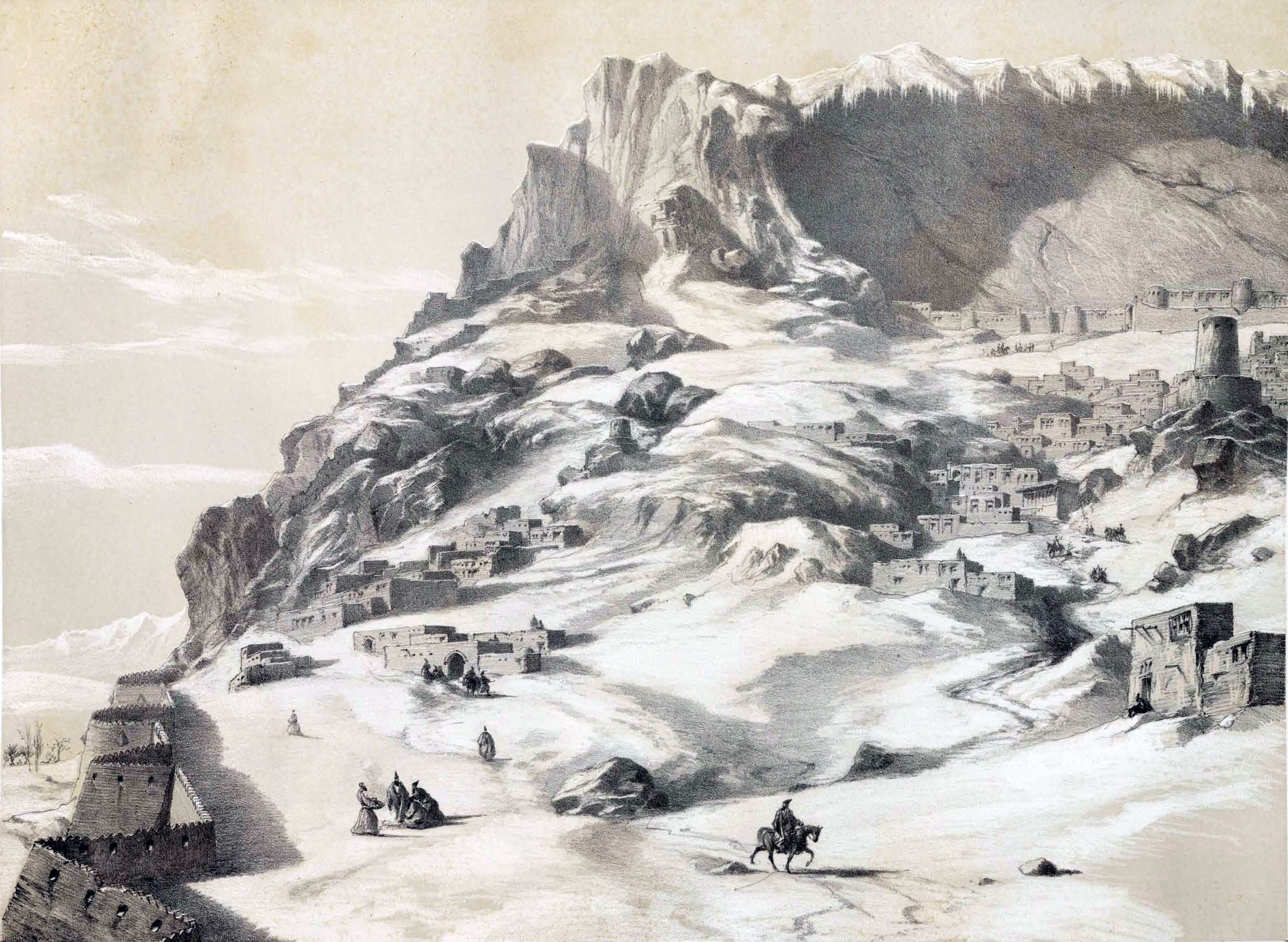
تصویری از مرز ارمنستان ایرانی در قفقاز

### زمینه استراتژیک
پس از سرکوب شورش افغان‌ها، نادر توانست به حملات خود علیه امپراتوری عثمانی و قفقاز ادامه دهد. این حملات با پیروزی ایران پایان یافت و نادر توانست هژمونی ایران را بر سراسر قفقاز بازگرداند.

### بازپس‌گیری قفقاز
قفقاز از سال ۱۷۲۲ پس از سقوط دولت صفوی تحت کنترل عثمانی بود. اولین هدف نادر، تصرف خان‌نشین شیروان بود که در اوت ۱۷۳۴ با سقوط شکی به دست آمد. پس از این، نیروهای ایرانی به سمت گنجه پیشروی کردند. قلعه مستحکم گنجه با ۱۴٬۰۰۰ مدافع، مقاومتی سرسختانه ارائه کرد.

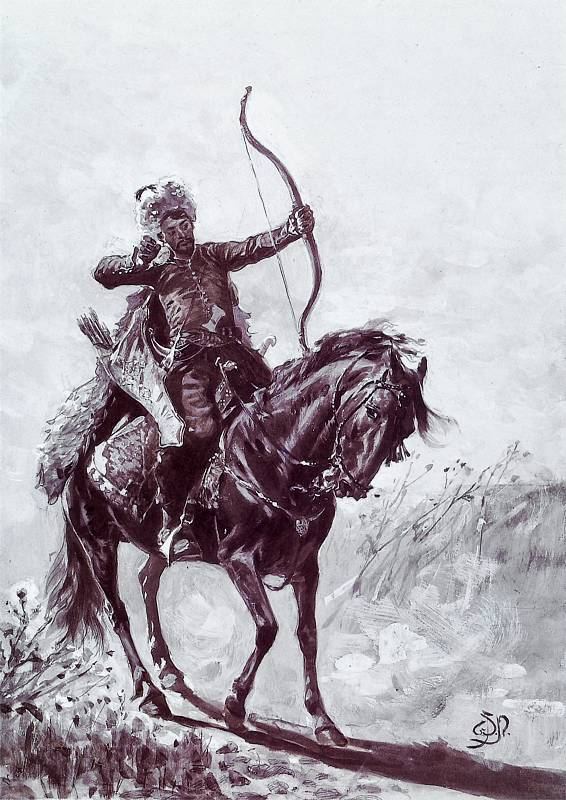
تصویر نادر در زمان جنگ با خانات کریمه و عثمانی

ایرانی‌ها که از توپخانه‌ای قوی برای محاصره برخوردار نبودند، از مین‌گذاری زیرزمینی استفاده کردند، اما عثمانی‌ها از نقشه آنان باخبر شدند. نبردهای زمینی بین دو طرف رخ داد و در نهایت، ۷۰۰ نفر از مدافعان عثمانی کشته شدند، اما دیوارهای قلعه همچنان باقی ماندند.

### نبرد یغوارد
مقاله اصلی: نبرد یغوارد
در سال ۱۷۳۵، نادر با ارتش پیشروی عثمانی به فرماندهی کوپریلو پاشا مواجه شد. علی‌رغم تعداد کمتر، نادر با تاکتیک‌های نظامی خود، ارتش ۱۳۰٬۰۰۰ نفری عثمانی را شکست داد. این شکست، عثمانی‌ها را مجبور به امضای معاهده‌ای کرد که کنترل ایران بر قفقاز و مرزهای بین‌النهرین را به رسمیت می‌شناخت.

## فتح هند توسط نادرشاه
نادرشاه افشار، شاه ایران (۱۷۳۶–۱۷۴۷) و بنیان‌گذار سلسله افشاریه، در سال ۱۷۳۹ با سپاهی متشکل از ۵۵ هزار نفر به امپراتوری مغول در هند حمله کرد و در نهایت در ماه مارس همان سال به دهلی یورش برد. سپاه او در نبرد کرنال به‌راحتی ارتش مغول را شکست داد و پایتخت آن‌ها را تسخیر کرد.

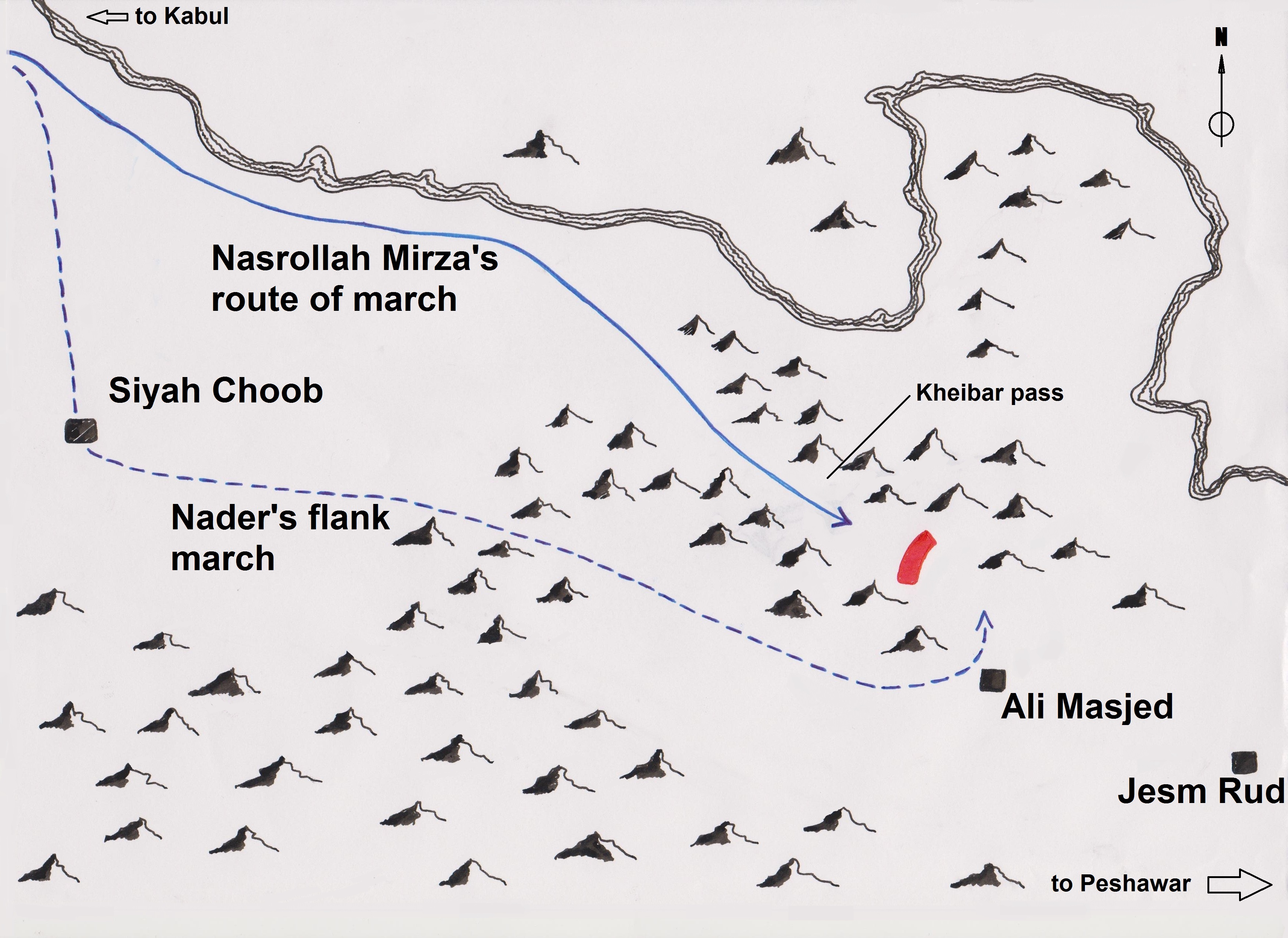
نقشه لشکرکشی خیبر ۸۰ کیلومتر به سمت دهلی

### دلایل حمله نادرشاه به هند

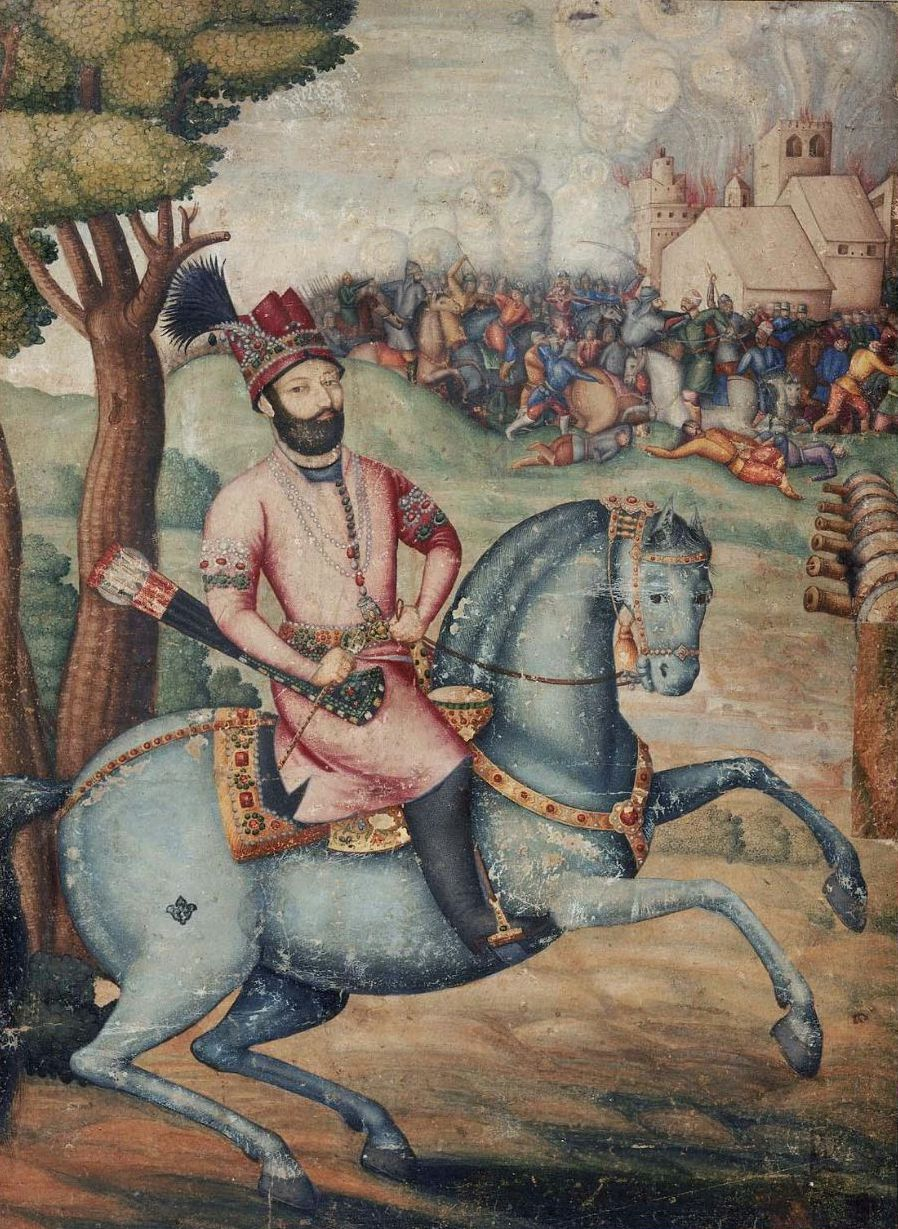
نادرشاه در فتح دهلی پایتخت گورکانیان هند

نادرشاه که در سال ۱۷۳۶ به‌طور رسمی پادشاه ایران شد و سلسله افشاریه را بنیان نهاد، پس از شکست دادن آخرین شاه صوری صفوی در سال ۱۷۳۵، به دنبال تثبیت قدرت خود بود. در سال ۱۷۳۸، او قندهار، آخرین پایگاه سلسله هوتکی، را فتح کرد و سپس حملات خود را از فراز کوه‌های هندوکش به شمال هند آغاز کرد که در آن زمان تحت حکومت امپراتوری مغول قرار داشت.
امپراتوری مغول پس از مرگ اورنگ‌زیب به دلیل جنگ‌های جانشینی و شورش‌های داخلی تضعیف شده بود. نادرشاه که به ثروت فراوان این کشور چشم دوخته بود، به‌دنبال غارت و تصرف این سرزمین بود. او از محمدشاه، امپراتور مغول، خواسته بود که مرزهای کابل را ببندد تا شورشیان افغان نتوانند به آنجا پناه ببرند، اما این درخواست نادیده گرفته شد. نادرشاه این امر را بهانه‌ای برای حمله به هند قرار داد.

### مسیر حرکت نادرشاه
نادرشاه همراه با ارتش خود که شامل فرماندهانی از جمله ارکلی دوم گرجی بود، پس از شکست دادن افغان‌ها، شهرهایی مانند غزنی، کابل و پیشاور را تصرف کرد. او تا پایان سال ۱۷۳۸ به پنجاب رسید و سپس برای رویارویی با سپاه مغول آماده شد.

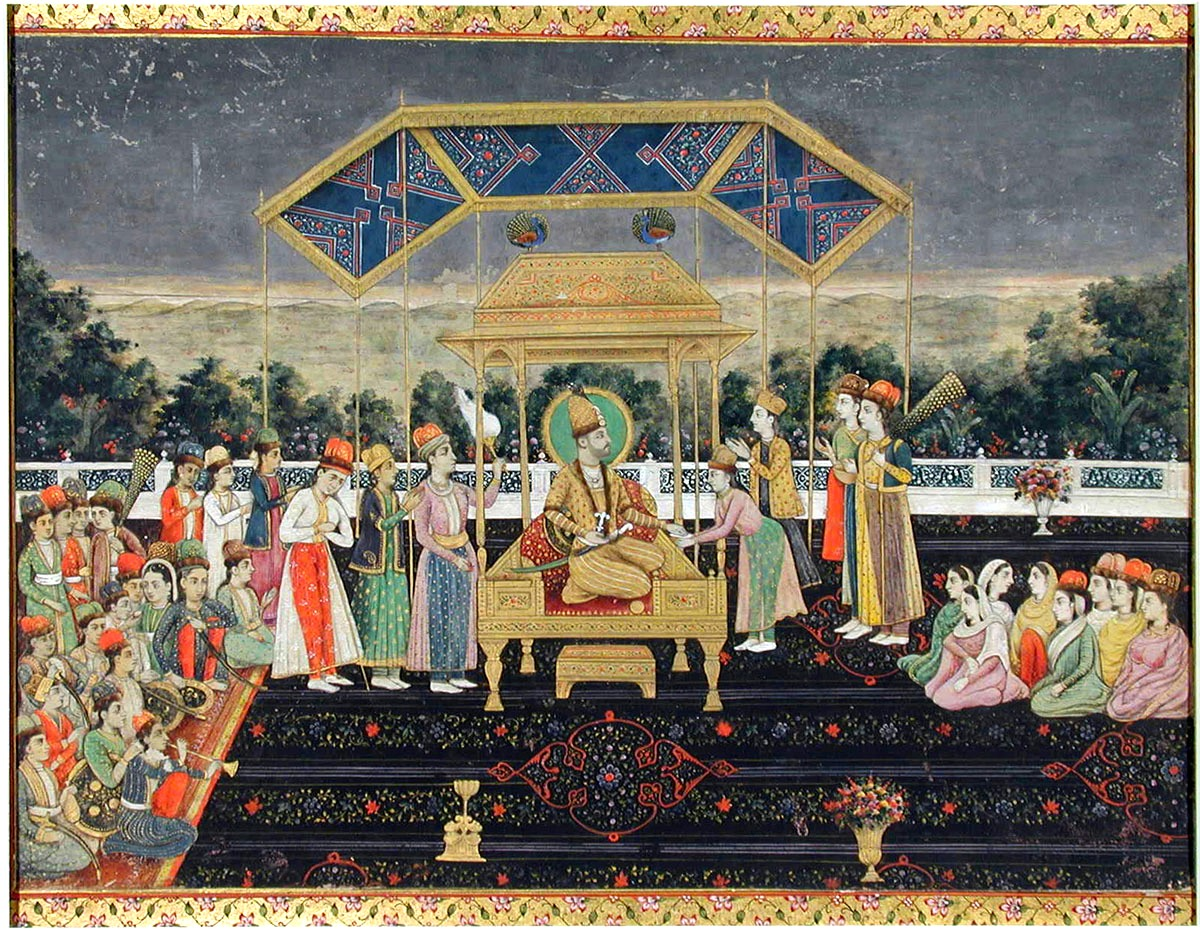
نادرشاه بر روی تخت طاووس در هند پس از نبرد کرنال

در نبرد کرنال در ۱۳ فوریه ۱۷۳۹، سپاه نادرشاه پیروزی قاطعانه‌ای به دست آورد. محمدشاه تسلیم شد و همراه با نادر وارد دهلی گردید. کلیدهای پایتخت به نادرشاه سپرده شد و او در ۲۰ مارس ۱۷۳۹ وارد شهر دهلی شد و کاخ سرخ را به تصرف خود درآورد. سکه‌هایی به نام نادرشاه زده شد و در مساجد دهلی نماز به نام او خوانده شد. در روز بعد، نادرشاه یک دربار بزرگ در پایتخت برگزار کرد.

### درگیری سربازان ایرانی و مردم هند
اشغال دهلی باعث افزایش قیمت‌ها شد و تلاش برای کنترل قیمت‌ها به درگیری‌هایی میان سربازان ایرانی و بازرگانان محلی منجر شد. شایعه‌ای مبنی بر ترور نادرشاه باعث شد تا برخی از مردم هند به سربازان ایرانی حمله کنند. نادرشاه که خشمگین شد.
در ۲۲ مارس ۱۷۳۹، سربازان ایرانی با دستور نادر به مردم بی‌دفاع حمله کردند. در نهایت محمدشاه مجبور شد برای کسب عفو از نادرشاه التماس کند.

### غارت و ثروت
نادرشاه جریمه‌ای سنگین معادل ۲۰ میلیون روپیه از مردم دهلی گرفت. او همچنین تخت طاووس، جواهرات ارزشمندی مانند الماس کوه نور و دریای نور را به غنیمت برد. این ثروت عظیم به نادر اجازه داد تا سه سال مالیات در ایران را لغو کند.

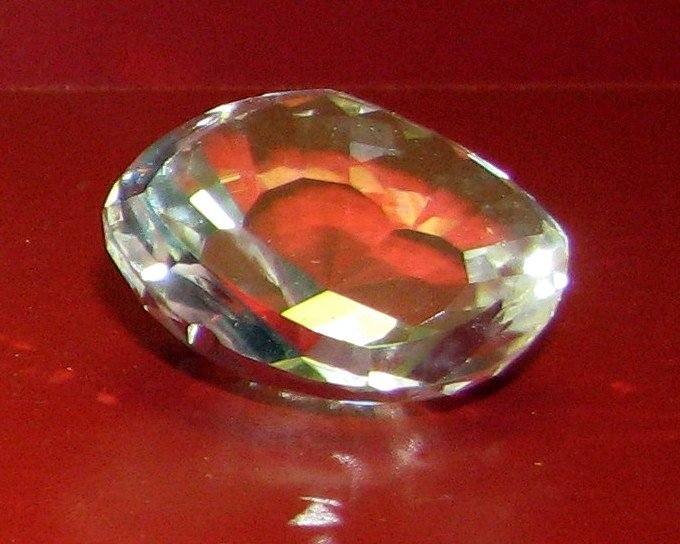
الماس کوه نور که توسط نادر به ایران آورده شد

### پیامدها
حمله نادرشاه ضعف شدید امپراتوری مغول را آشکار کرد. نادرشاه پس از بازگشت به ایران، تمرکز خود را به جنگ با دشمنان دیگر مانند امپراتوری عثمانی و شورش‌های قفقاز معطوف کرد.

## فتح آسیای مرکزی
در میانه قرن هجدهم، امپراتوری ایران تحت حکومت نادر شاه شروع به فتح و الحاق خان‌نشین‌های بخارا و خیوه کرد. درگیری‌های اولیه در اواخر دهه ۱۷۳۰ میلادی رخ داد، زمانی که پسر نادر شاه و نایب‌السلطنه، رضا قلی‌مرزا، موفق به کسب پیروزی‌های مهمی در این جبهه شد، در حالی که نادر شاه هنوز در حال حمله به هند بود. حملات رضا قلی به خیوه موجب خشم ایل‌بارس خان، فرمانده خیوه، شد. وقتی ایل‌بارس تهدید کرد که حمله تلافی‌جویانه خواهد کرد، نادر شاه دستور توقف خصومت‌ها را صادر کرد، علی‌رغم موفقیت‌های پسرش. پس از بازگشت پیروزمندانه نادر از دهلی، وی خود به یک جنگ تعیین‌کننده وارد شد. پس از الحاق خیوه، نادر ایل‌بارس خان را اعدام کرده و ابو الفیض خان را جایگزین او کرد، کسی که نادر او را فردی می‌دانست که بیشتر از سلطنت نادر پذیرایی می‌کند. این جنگ به بزرگ‌ترین پیروزی ایران علیه خان‌نشین‌های آسیای مرکزی در تاریخ مدرن تبدیل شد. با اضافه شدن این مناطق و الحاق‌های قبلی در شمال هند، امپراتوری نادر در شرق به بزرگ‌ترین امپراتوری ایرانی در تاریخ تبدیل شد که از دوران ساسانیان و هخامنشیان فراتر رفت.

### فتح داغستان
درگیری میان امپراتوری ایران و مردم داغستان به‌طور متناوب از اوایل دهه ۱۷۳۰ تا آخرین سال‌های سلطنت نادر شاه که با ترور وی در ۱۷۴۷ به پایان رسید، ادامه یافت. مناطق سخت و کوهستانی شمال قفقاز، تسلط بر مردم داغستان را به مأموریتی دشوار تبدیل کرده بود. با وجود این مشکلات، نادر شاه موفق شد چندین قلعه و دژ را از داغستانی‌ها بگیرد و آن‌ها را به مرز شکست بکشاند. اما مردم داغستان توانستند در نواحی شمالی داغستان مقاومت کنند و همچنان در برابر سلطه ایران ایستادگی کنند. این درگیری‌ها سال‌ها ادامه داشت و بیشتر شامل درگیری‌های کوچک و غارت‌ها بود، به‌ویژه زمانی که خود نادر شاه در میدان جنگ حاضر می‌شد. بیشتر تلفات ایرانیان ناشی از شرایط سخت جوی و شیوع بیماری‌ها بود، که همراه با اراده بی‌پایان مردم داغستان برای انجام عملیات چریکی و عقب‌نشینی به دژهای دورافتاده خود، جنگ را به باتلاقی برای نیروهای نادر شاه تبدیل کرده بود. در نهایت، پس از ترور نادر، مردم داغستان با شنیدن خبر قتل او، بیشتر اراضی از دست رفته خود را پس گرفتند.

### حمله به خلیج فارس

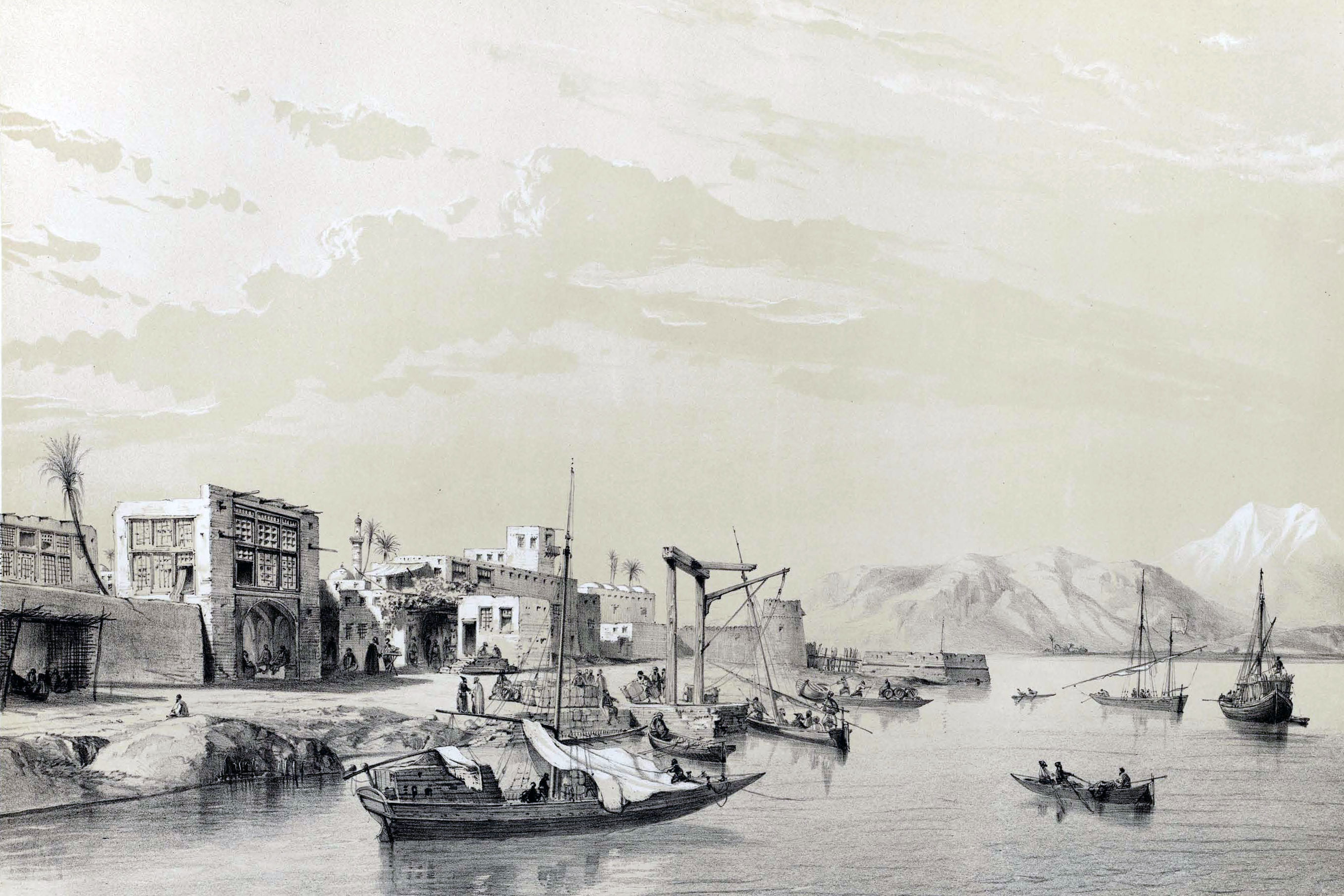
Bandar-e-Bushehr, historically one of Persia's most important port cities around the Persian gulf

فتح خلیج فارس توسط نادر شاه، تلاش‌های امپراتوری ایران برای تبدیل شدن به ابرقدرت خلیج فارس بود. این کمپین‌ها در ابتدا موفقیت‌آمیز بودند و اهداف زیادی به‌دست آمد، اما شورش محمدتقی خان، دریاسالار منصوب نادر شاه، آشوب‌هایی را در میان دولت‌های مختلفی که تحت سلطه ایران بودند به‌وجود آورد. حتی پس از شکست و دستگیری محمدتقی خان، امپراتوری ایران در اثر مشکلات داخلی ناشی از حکومت سخت و بی‌رحمانه نادر شاه با بحران‌های داخلی شدیدی روبه‌رو شد و پس از قتل نادر شاه، امپراتوری ایران دچار فروپاشی شد و بسیاری از تصرفات در این منطقه از دست رفت.

### جنگ دوم عثمانی

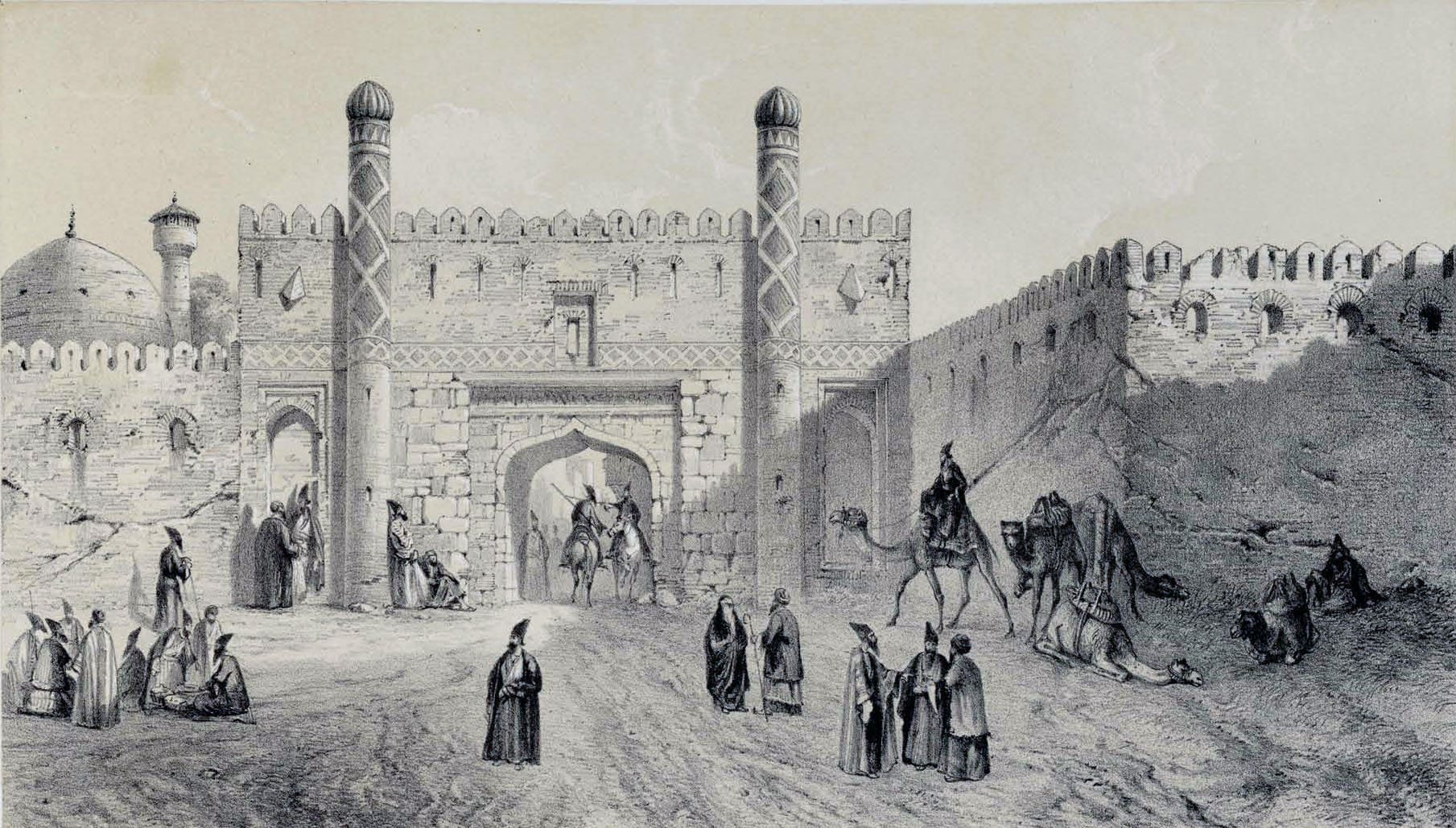
Tabriz' city gates; Tabriz was the centre of political and military might of the Iranian empire in the southern Caucasus

نادر شاه تلاش کرد تا معاهده قسطنطنیه (۱۷۳۶) را با درخواست از عثمانی‌ها برای پذیرش مذهب جعفری به‌عنوان یک مذهب قانونی پنجم در اسلام به تصویب برساند. در سال ۱۷۴۳، نادر شاه جنگی را علیه امپراتوری عثمانی اعلام کرد و خواستار تسلیم بغداد شد. ایرانیان بغداد را در سال ۱۶۲۳ و موصل را در ۱۶۲۴ تصرف کرده بودند، اما عثمانی‌ها در ۱۶۲۵ موصل را بازپس گرفتند و بغداد را در ۱۶۳۸ از ایرانیان گرفتند. معاهده زهاب در ۱۶۳۹ میان امپراتوری عثمانی و صفویان موجب صلحی ۸۵ ساله شد. پس از سقوط سلسله صفویان، روسیه و امپراتوری عثمانی توافق کردند که مناطق شمال غرب و دریای خزر ایران را تقسیم کنند، اما با ظهور نادر شاه، روس‌ها و ترک‌ها از این مناطق عقب‌نشینی کردند.
نادر شاه از سال ۱۷۳۰ تا ۱۷۳۶ جنگی را علیه عثمانی‌ها آغاز کرد، اما این جنگ به بن‌بست رسید. پس از آن، نادر شاه به سمت شرق رفت و جنگی را علیه امپراتوری مغول‌ها اعلام کرد و به هند حمله کرد تا هزینه جنگ‌هایش با عثمانی‌ها را تأمین کند. نادر شاه رؤیای امپراتوری‌ای را داشت که از رود سند تا بسفر کشیده شود، بنابراین ارتشی ۲۰۰٬۰۰۰ نفری از قبایل آسیای مرکزی شورشیان تشکیل داد و قصد داشت به سمت قسطنطنیه حرکت کند. اما پس از آگاهی از اینکه علمای عثمانی آماده جنگ مقدس علیه ایران هستند، تصمیم گرفت به شرق برود و وارد جنگ با عثمانی‌ها شود.

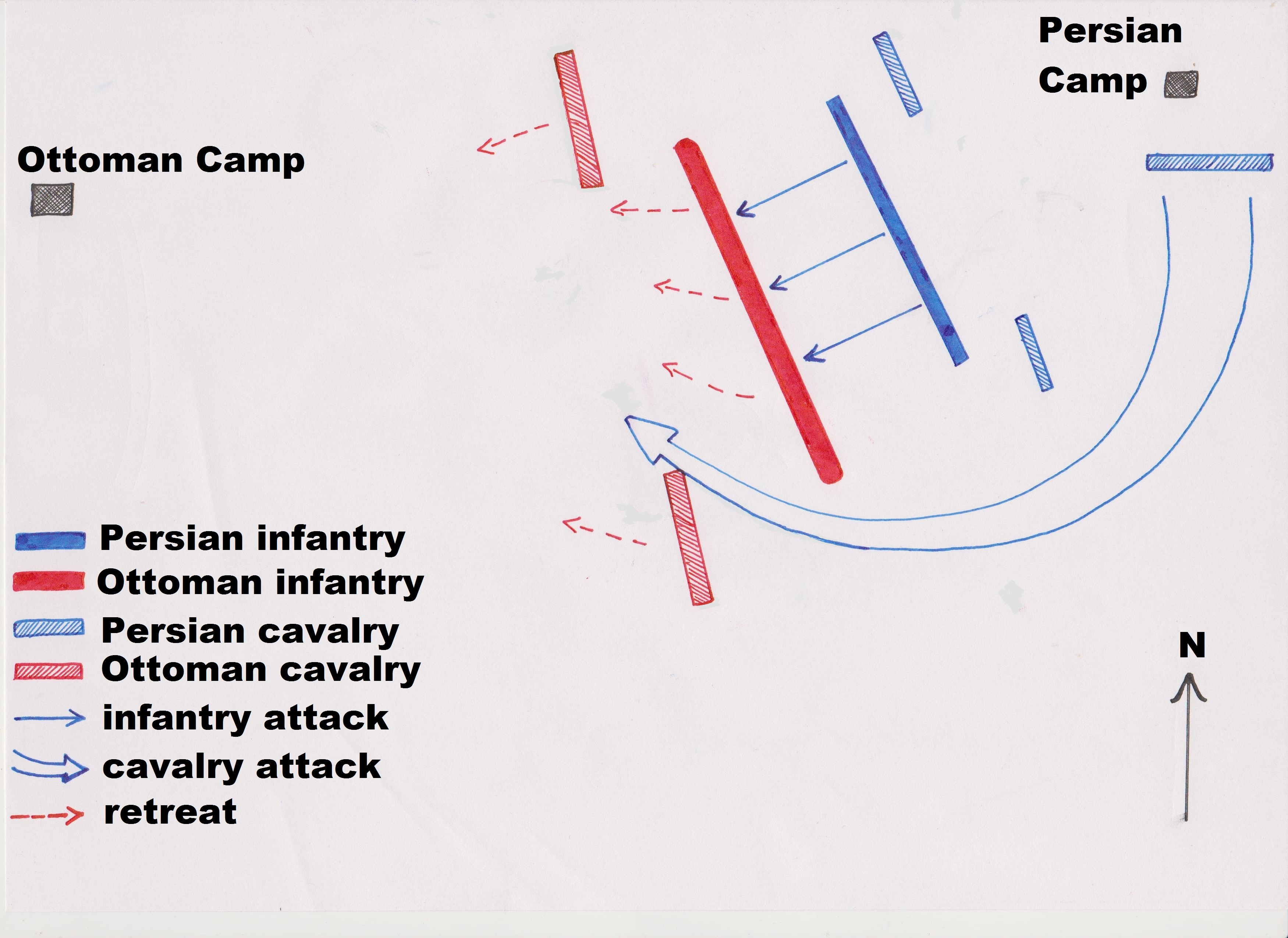
The Battle of Kars (1745) was the last major field battle Nader fought in his spectacular military career

او در سپتامبر ۱۷۴۳ شهرهای کرکوک، اربیل و موصل را تصرف کرد و ۴۰ روز به محاصره موصل پرداخت. اما پاشای موصل، حاجی حسین آل جلیلی، موفق به دفاع از موصل شد و نادر شاه مجبور به عقب‌نشینی شد. حمله متوقف شد و نادر شاه به ایران برگشت، زیرا شورش‌هایی در داخل کشور به‌علت مالیات‌های سنگین رخ داده بود. سپس در اوایل ۱۷۴۴، نادر شاه به حملات خود ادامه داد و در اوت ۱۷۴۵ در نبرد کارس یک ارتش عثمانی را شکست داد.
با این حال، وضعیت روحی نادر شاه رو به زوال گذاشت و سلطنت سخت‌گیرانه‌اش باعث شورش‌هایی از اوایل ۱۷۴۵ تا ژوئن ۱۷۴۶ شد. در نهایت در ۱۷۴۶ صلح برقرار شد، اما مرزها تغییری نکرد و بغداد همچنان تحت کنترل عثمانی‌ها باقی ماند. نادر شاه از درخواست خود برای پذیرش مذهب جعفری صرف‌نظر کرد و در نهایت توسط افسران خود ترور شد.